# Khandi Alexander

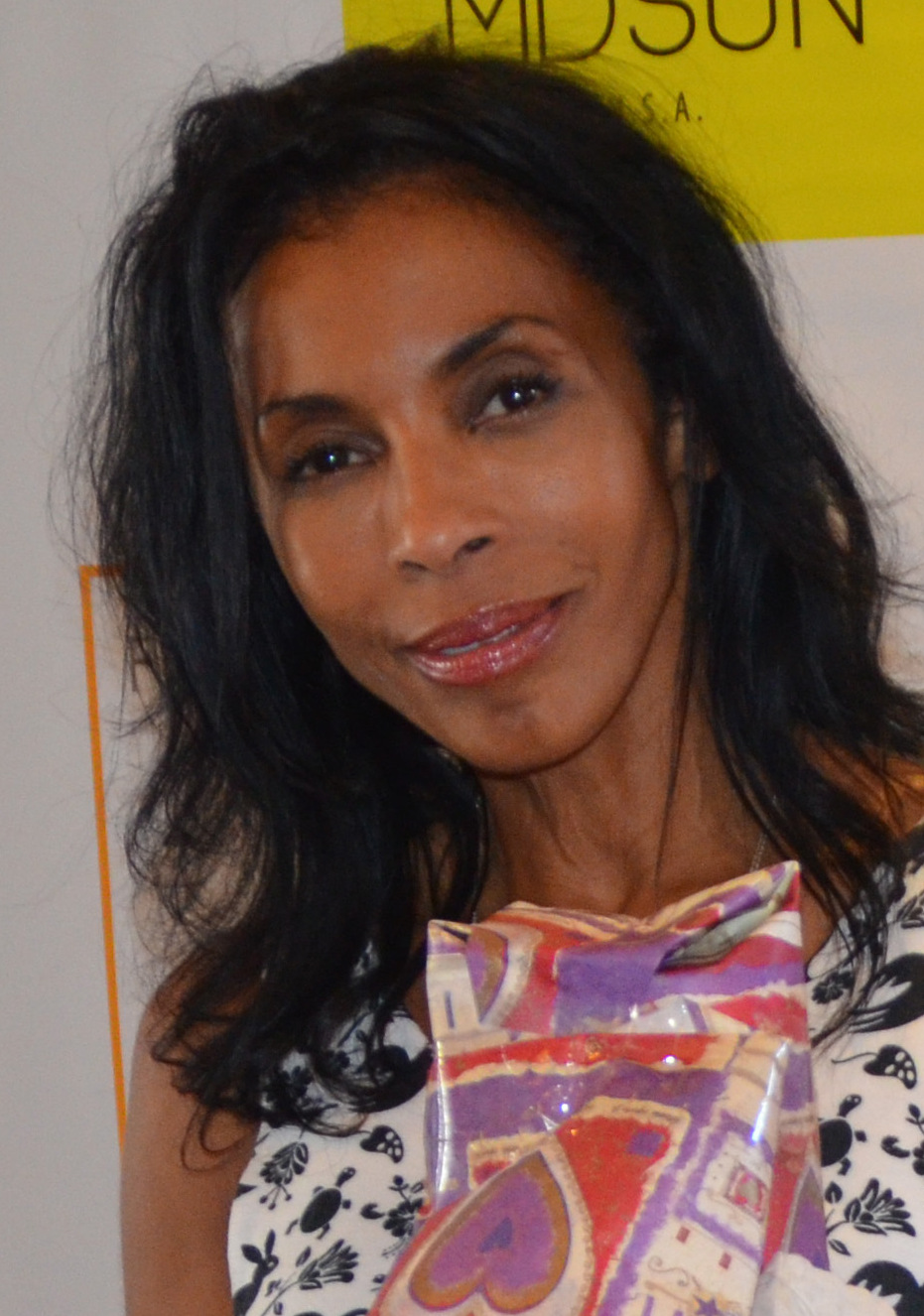
Khandi Alexander (2014)

Khandi Alexander (* 4. September 1957 in New York City, New York) ist eine US-amerikanische Tänzerin, Choreografin und Schauspielerin.

## Leben
Alexander wurde im September 1957 in New York City im US-Bundesstaat New York geboren. Sie absolvierte ihre Ausbildung am Queensborough Community College. Sie tanzte am Broadway in Dancin von Bob Fosse, in Alvin Aileys Studio und in Dreamgirls von Regisseur Michael Bennett. 1985 war sie als Tänzerin im Film A Chorus Line mit Michael Douglas zu sehen. Sie war für die Choreografie der Tourneen von Whitney Houston in den Jahren 1989 bis 1992 verantwortlich.
Danach konzentrierte sie sich auf die Schauspielerei und trat unter anderem in der Sitcom NewsRadio auf, die in den USA von 1995 bis 1999 lief. Außerdem war sie von 1995 bis 2001 in unregelmäßigen Abständen in der Fernsehserie Emergency Room – Die Notaufnahme zu sehen. 1998 verkörperte sie die schwangere Agentin Terry in einer Folge der zweiten Staffel der Agentenserie Nikita mit Peta Wilson.
Sie spielte sowohl 2002 in einer der ersten Folgen von CSI: Den Tätern auf der Spur als auch 2004 in der ersten Folge von CSI: NY mit. Von 2002 bis 2008 übernahm sie in CSI: Miami die Rolle der Gerichtsmedizinerin Dr. Alexx Woods. Sie hatte außerdem in Verrückt nach Mary einen kurzen Auftritt.

## Filmografie (Auswahl)
- 1985: A Chorus Line
- 1987: Traumfrau vom Dienst (Maid to Order)
- 1993: CB4
- 1993: Barett – Das Gesetz der Rache (Joshua Tree)
- 1993: Menace II Society
- 1993: Tina – What’s Love Got to Do with It? (What’s Love Got to Do with It?)
- 1993: Poetic Justice
- 1994: House Party 3
- 1994: Greedy
- 1994: Sugar Hill
- 1995–1998: NewsRadio (58 Episoden)
- 1995–2001: Emergency Room – Die Notaufnahme (ER, Fernsehserie, 29 Episoden)
- 1998: Nikita (La Femme Nikita, Fernsehserie, Episode 2x12 Soul Sacrifice)
- 1998: Verrückt nach Mary (There’s Something About Mary)
- 2000: The Corner (Miniserie)
- 2001: Law & Order: Special Victims Unit (Fernsehserie, Episode 2x14)
- 2002: Dark Blue
- 2002: Ohne jeden Ausweg (Emmett’s Mark)
- 2002: CSI: Vegas (CSI: Crime Scene Investigation, Fernsehserie, Episode 2x22)
- 2002–2008: CSI: Miami (Fernsehserie, 143 Episoden)
- 2006: First Born
- 2006: Rain
- 2010–2013: Treme (Fernsehserie, 38 Episoden)
- 2012: Body of Proof (Fernsehserie, 2 Episoden)
- 2013–2015, 2017–2018: Scandal (Fernsehserie, 20 Episoden)
- 2014: The Assault (Fernsehfilm)
- 2015: Bessie (Fernsehfilm)
- 2016: A Woman, a Part
- 2016: Pushing Dead
- 2016: Boston (Patriots Day)
- 2019: SEAL Team (Fernsehserie, 2 Episoden)
- 2021: What We Do in the Shadows (Fernsehserie, Episode 3x09)

## Videospiele
- 2004: CSI: Miami (Chief Medical Examiner Dr. Alexx Woods Synchronisation)

## Auszeichnungen
Black Reel Awards
- 2001: Beste Schauspielerin in einer TV-Miniserie für The Corner

DVD Exclusive Awards
- 2003: Nominierung: Beste Schauspielerin in einem DVD-Film für Emmett's Mark

Image Awards
- 1998: Nominierung: Beste Nebendarstellerin in einer TV-Sitcom für NewsRadio
- 2001: Nominierung: Beste Schauspielerin in einer TV-Miniserie für The Corner
- 2002: Nominierung: Beste Nebendarstellerin in einer Fernsehserie für Law&Order: Special Victims Unit
- 2005: Beste Nebendarstellerin in einer Fernsehserie für CSI Miami
- 2006: Nominierung: Beste Schauspielerin in einer Fernsehserie für CSI Miami
- 2007: Nominierung: Beste Nebendarstellerin in einer Fernsehserie für CSI Miami